# Wielka dziura

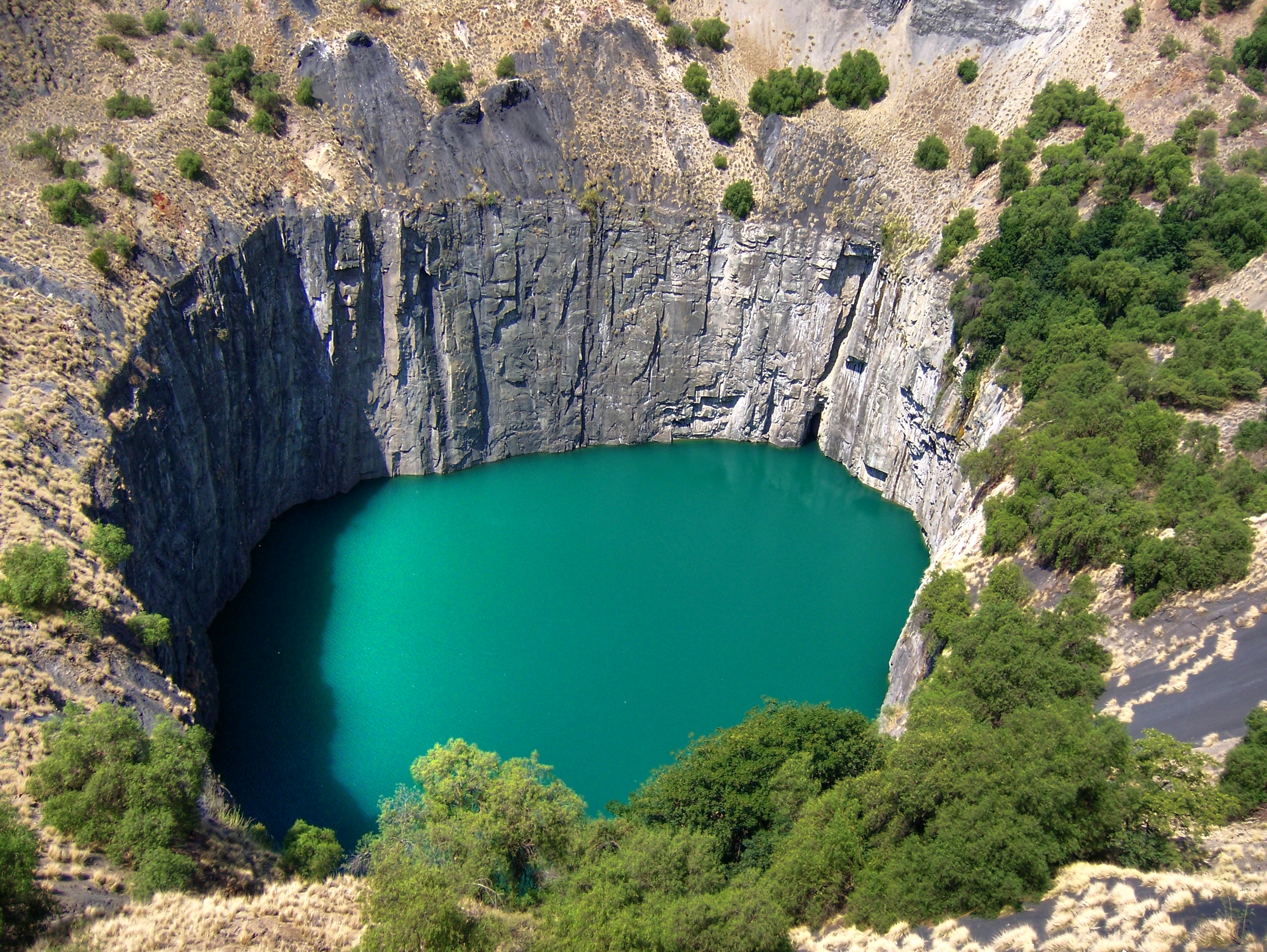
Wielka dziura

Wielka dziura, Duża dziura (ang. Big Hole) – nieczynna odkrywkowa kopalnia diamentów w Kimberley w Republice Południowej Afryki, ujście tego komina kimberlitowego na powierzchni ma zarys owalny o wymiarach 430 × 880 m.
Od roku 1866 do 1914 wyeksploatowano z niej około 2722 kg diamentów. Diamenty występowały w kimberlicie. Powierzchnia Wielkiej Dziury sięga ok. 17 hektarów.